# Вега, Карлос
Карлос Альберто Габриэль Вега (Каньюэлас, провинция Буэнос-Айрес, 14 апреля 1898 — Буэнос-Айрес, 10 февраля 1966) — аргентинский музыковед, композитор и поэт, считающийся отцом аргентинского музыковедения.

## Биография
Сын Антонио Веги и Хосефы Санчес. Учился в начальной школе в Каньюэласе, своём родном городе, и в коммерческой средней школе в Буэнос-Айресе. Изучал гитару с двенадцати лет, а с шестнадцати лет он был учеником Антонио Торрака по скрипке, теории музыки и музыкальной теории. Был футболистом-любителем, в возрасте 18 лет стал вратарём футбольного клуба «Каньуэлас». В Каньюэласе его называли сумасшедшим Вегой за его привычку декламировать стихи о любви, стоя на скамейке на площади.
С 1920 путешествовал по аргентинским провинциям и сотрудничал с газетами Heraldo и Yrigoyen из города Конкордия (Entre Ríos) под псевдонимами Cardenio и Rey Negro.
В 1926 году он поселился в Буэнос-Айресе. В 1927 году он создал Народную библиотеку Доминго Фаустино Сармьенто, и в том же году он был прикреплён к Аргентинскому музею естественных наук «Бернардино Ривадавия» в секции археологии, где он сотрудничал с Хосе Имбеллони.
В 1930 году он начал проект по музыковедческому исследованию аргентинского фольклора, а в 1931 году он основал Кабинет музыковедения коренных народов Музея естественных наук, предшественницу Национального института музыковедения (INM), которым он руководил и который в настоящее время носит его имя. В то же время он провёл обширное изучение средневековых кодексов.
С 1963 года работал профессором факультета музыкальных искусств и наук Аргентинского католического университета, которому он пожертвовал множество собственных музыковедческих материалов. В 1965 году поступил в Национальную академию изящных искусств Аргентины в качестве нумератора. Он также был корреспондентом аналогичных организаций в Уругвае, Боливии и Перу.
Вега был женат на композиторе и солистке Сильвии Эйзенштейн (1917—1986), авторе музыки к балету «Супай», премьера которого состоялась в Театре Колон 18 ноября 1953 года. Вега и Эйзенштейн познакомились, работая вместе в INM между 1940 и 1958. Они проводили различные полевые изыскания в провинции и вместе сочиняли музыкальные произведения для театра. После развода с Вегой Эйзенштейн навсегда поселилась в Венесуэле. В следующем году приняла венесуэльское гражданство и больше не возвращалась в Аргентину.

## Музыковедческая работа
- Escalas con semitonos en la música de los antiguos peruanos (1932).
- Danzas y Canciones Argentinas (1936).
- La Música Popular Argentina (1941).
- Panorama de la Música Popular Argentina (1944).
- Bailes tradicionales argentinos: El Cuando — El Carnavalito — La Mariquita — El Pala Pala — El Bailecito — El Pajarillo — La Huella — La Firmeza — La Sajuriana — La Media Caña — El Minué Federal — Los Aires y + (1944—1953).
- Los instrumentos musicales aborígenes y criollos de la Argentina (1946).
- Música sudamericana (1946).
- La forma de la cueca chilena (1947).
- Las danzas populares argentinas (1952).
- El origen de las Danzas folklóricas (1956).
- La ciencia del folklore (1960).
- El himno nacional argentino.
- Danzas argentinas (en dos volúmenes, 1960—1961).
- Danzas argentinas (1962).
- El canto de los trovadores en una historia integral de la música (1963).
- Lectura y notación de la música (1965).
- El cielito de la independencia (1966).
- Antecedentes y contorno de Gardel (1966, опубликовано посмертно).
- La Formación Coreográfica del Tango Argentino (1977).
- Apuntes para la historia del movimiento tradicionalista argentino (сборник и неопубликованные материалы,1981).
- Estudios para los orígenes del tango argentino (2007).

## Литературные произведения
- Hombre (1926, стихи)
- Campo (1927, стихи)
- Agua (1932, рассказы)
- Неопубликованные пьесы.

## Музыкальные произведения
- Andantino, Andante y Plegaria para guitarra, премьера состоялась в 1929.
- Música para Madame Bovary, 1935.
- Música para La Salamanca de Ricardo Rojas, 1943.
- Música para El amor del Sendero, de Federico Martens, 1947.
- Danzas y canciones para orquesta, 1943—1952.
- Музыка к фильму Alma Liberada, вместе с супругой Сильвией Эйзенштейн.